# Tom Reinbrecht
Tom Reinbrecht (* 7. Juni 1969 in Rosenheim) ist ein deutscher Musiker (Alt- und Sopransaxophon, Komposition, Arrangement).

## Leben und Wirken
Reinbrecht erlernte ab dem 10. Lebensjahr das Klarinettenspiel in der Blaskapelle Mühlbach. Mit 19 Jahren wechselte er zum Saxophon. Zwischen 1992 und 1998 studierte er Saxophon mit Schwerpunkt Popularmusik bei Leszek Zadlo am Richard-Strauss-Konservatorium in München. Im Juli 2002 legte er sein pädagogisches Diplom an der Hochschule für Musik Nürnberg ab. Von 1994 bis 2000 war er Mitglied im Landesjugendjazzorchester Bayern unter der Leitung von Harald Rüschenbaum. Unterricht bei Evan Tate, Rick Keller, Darmon Meader, Christoph Stöger, Karsten Gorzel, Workshops bei Kenny Werner, Wynton Marsalis, David Sanborn rundeten seine Ausbildung ab.
Nach seinem Studium spielte Reinbrecht als Lead-Altist in den Jazzorchestern von Dusko Goykovich, Al Porcino und Harald Rüschenbaum. In der Zeit zwischen 2000 und 2010 begleitete er unter anderem die New York Voices, Don Menza, Bobby Shew, Bill Ramsey, Claudio Roditi, Jay Ashby und Natalie Cole. Mit Claudio Roditi nahm er 2007 das Album Ten of a Kind (TCB Records) auf und tourte mit ihm in Quintett-Besetzung in der Schweiz und Deutschland (2008/2009). Mit Fritz Pauer, Andy Scherrer, Daniel Nösig und Stephan Kurmann bildete er 2010 das European Jazz Project, das Konzerte in der Schweiz, Österreich und Deutschland bestritt. In den Jahren 2011 und 2012 gehörte er zur festen Besetzung des Quartetts von Charly Antolini's Jazzpower und des Quartetts des Scatsängers Willi Johanns.
Mit dem portugiesischen Sänger und Gitarristen Paulo Alves gründete er 2010 das Quintett Chop Gelado, das sich ursprünglich in eigenen Arrangements der Música Popular Brasileira widmete, später ausschließlich Eigenkompositionen spielte. Im Juli 2016 veröffentlichten sie das Studio-Album Places, Faces, Traces.
2015 veröffentlichte Reinbrecht das Live-Album The Duo, das in verschiedenen Zweierbesetzungen langjährige musikalische Partner präsentiert, darunter Paulo Alves, Joe Kienemann, Chris Gall und Helmut Kagerer.
Mit seiner Formation The Cat’s Table spielte Reinbrecht kinematografischem Jazz und veröffentlichte 2025 bei GLM das Fusion geprägte Album Supernatural Soul Charade mit Eigenkompositionen.

## Diskographie (Auswahl)
- Herman und Tietjen feat. Max Raabe & Hape Kerkeling: Swing It! (2003, Warner Bros.)
- Harald Rüschenbaum JazzOrchestra: 23 (2005, Bayerischer Rundfunk)
- Tom Reinbrecht & Sacred Sounds feat. Claudio Roditi: Ten of a Kind (2007, TCB Records (The Montreux Label), mit Jan Eschke, Peter Cudek, Guido May)
- Ania Jools: Bilder von mir (2009, Sony BMG)
- Martin Schmitt: Schmitt (2010)
- Bürgermeista & die Gemeinderäte: Gewählt! (2010, 7days music, SonyBMG)
- Ecco diLorenzo Jazzquartett: Self-fulfilling Prophecies (2012, GLM)[11]
- Tom Reinbrecht: The Duo (2015, NasswetterMusicGroup, mit Paulo Alves, Chris Gall, Joe Kienemann, Stefan Noell, Helmut Kagerer, Peter Cudek)
- Ecco diLorenzo & his Innersoul: Soultrain Babadee (2015, NasswetterMusicGroup)
- Chop Gelado: Places, Faces, Traces (2016, NasswetterMusicGroup)
- The Cat’s Table: Supernatural Soul Charade (2025, GLM, mit Jan Eschke, Ferdinand Kirner, Patrick Scales, Christian Lettner u. a.)